# VK Kolpomorto Zadar
Vaterpolo klub "Kolpomorto" (VK Kolpomorto; AVK Kolpomorto; Kolpomorto; Kolpomorto Zadar) je muški vaterpolski klub iz Zadra, Zadarska županija. 

## O klubu
Klub je osnovan 2014. godine kao Amaterski vaterpolo klub "Kolpomorto". Većina članova kluba se bavila i drugim sportovima. Klub trenutno ne nastupa u ligama koje organizira Hrvatski vaterpolski savez, ali je nastupao u Alpe-Adria ligi, te od sezone 2016./17. u Vaterpolskoj amaterskoj ligi, u kojoj su u sezoni 2017./18. osvojili drugo mjesto.

## Uspjesi
Vaterpolska amaterska liga
- doprvak: 2017./18.

## Vanjske poveznice
- avkkolpomorto.wixsite.com/zadar - službene stranice
- VK Kolpomorto, facebook stranica